# Франсуа Гіємо де Вільбоа
Франсуа Гіємо де Вільбоа (фр. François Guillemot de Villebois, рос. Никита Петрович Вильбоа; 3 березня 1681, Геранд, Французьке королівство — 13 травня 1760, Дерпт, Російська імперія) — французький аристократ, що воював у армії Російської імперії, віцеадмірал. Батько генерал-фельдцейхмейстера Александра Гіємо де Вільбоа.

## Біографія

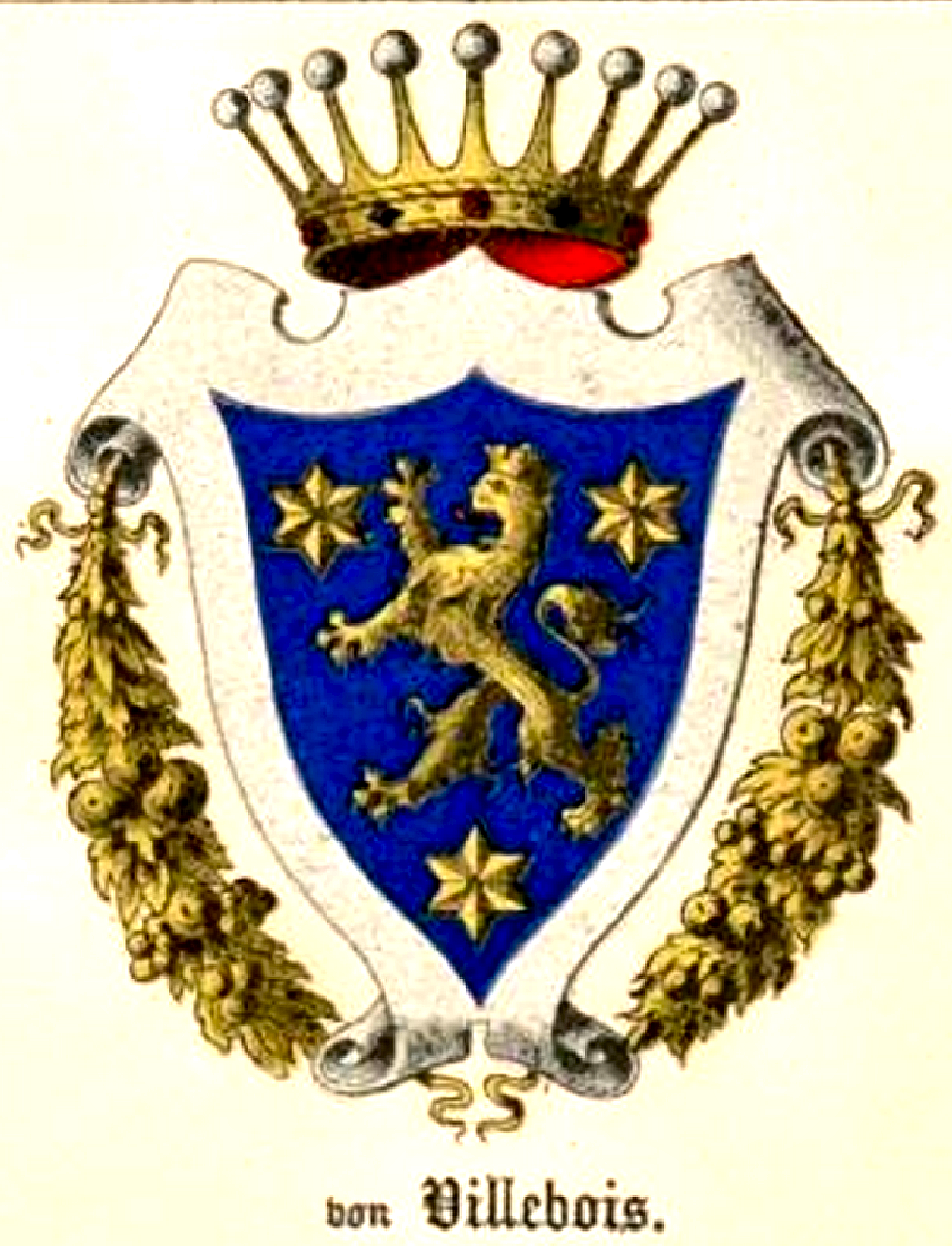
Герб роду Вільбоа

Бретонський дворянин. Із 1697 року — на російській службі. У 1712 році був шафером на весіллі Петра I з Катериною I, пізніше одружився з дочкою вихователя імператриці пастора Глюка.
Учасник Великої Північної війни, командував загоном кораблів російського Балтійського флоту. У 1716 році командував гукором «Ласорсер», у 1719—1720 роках — шнявою «Наталія», у 1721 році — кораблем «Пантелеймон-Вікторія», у 1723 році — кораблем «Санкт-Михаїл», у 1725 році — кораблем «Астрахань», у 1726 році — кораблем «Нарва». Із 1724 року — начальник Петербурзької корабельної команди, із 1729 року — член Адміралтейської колегії. Із 1733 року — помічник головного командира, а з 1743 по 1744 рік — головний командир Кронштадтського порту. У 1747 році отримав військове звання віцеадмірала і вийшов у відставку.
Автор спогадів про Петра I.

## Військові звання
- Підпоручник (1712)
- Поручник (1715)
- Капітан-поручник (1717)
- Капітан 3-го рангу (1718)
- Капітан 2-го рангу (1721)
- Капітан 1-го рангу (1721)
- Капітан-командор (1727)
- Контрадмірал (1741)
- Віцеадмірал (1747)

## Нагороди
- Орден Святого Олександра Невського